# Derby del Secchia
Il Derby del Secchia è la sfida tra le squadre di pallamano di Rubiera e di Modena, due club storici del movimento pallamanistico italiano.

## Storia
La prima sfida risale alla seconda metà degli anni '70. Il Derby del Secchia si è riproposto con continuità in Serie A1 fino alla primavera del 2002, anno in cui le due società si sono fuse dando vita alla Pallamano Secchia (che giocava a Rubiera). A Modena qualche anno dopo è nata la Scuola Pallamano Modena che è ripartita dalla B. Nel giugno del 2011 ha concluso l'attività la Pallamano Secchia ed è nata la Pallamano Secchia Rubiera che è ripartita dalla B. Dal 2012 è così ritornato il Derby del Secchia, stavolta nel campionato di A2.

## Precedenti
I precedenti tra le prime squadre sono i seguenti (fino al 2002 in serie A1, dal 2012 al 2017 in A2): 39 partite giocate, 17 Successi Rubiera - 18 Successi Modena - 4 pareggi